# Liste der Werke von Pietro Alessandro Guglielmi
Diese Liste umfasst die musikalischen Werke von Pietro Alessandro Guglielmi. Sie basiert auf den Angaben bei Grove Music Online

## Opern
- Lo solachianello ’mbroglione, dramma giocoso; Libretto: Domenico Pignataro; Winter 1757, Neapel, Teatro dei Fiorentini[2]
- Il filosofo burlato, commedia per musica; Winter 1758, Neapel, Teatro dei Fiorentini[3]
- La ricca locandiera, intermezzi per musica; Libretto: Antonio Palomba; Karneval 1759, Rom, Teatro Capranica[4]
- I capricci di una vedova, dramma giocoso; 1759, Neapel, Teatro dei Fiorentini[5]
- La moglie imperiosa, commedia per musica; Libretto: Antonio Villani; Herbst 1759, Neapel, Teatro dei Fiorentini[6]
- I due soldati, dramma giocoso; Libretto: Antonio Palomba; 1760, Neapel, Teatro Nuovo[7]
- L’Ottavio, commedia per musica; Libretto: Gennaro Antonio Federico; Winter 1760, Neapel, Teatro Nuovo[8]
- Il finto cieco, dramma giocoso; Libretto: Pietro Trinchera; 1761, Neapel, Teatro dei Fiorentini[9]
- Don Ambrogio, intermezzo (?); 1762, Neapel, Teatro dei Fiorentini[10]
- I cacciatori, farsetta per musica; Libretto: nach Carlo Goldonis Li uccellatori; 30. Januar 1762, Rom, Teatro Tordinona; 1763 erneut in Rom, 1765 in Spoleto, 1771 in Dresden, 1772 in Città di Castello und Poggio a Caiano, 1777 in Offida[11]
- La donna di tutti i caratteri, commedia per musica; Libretto: Antonio Palomba; Herbst 1762, Neapel, Teatro dei Fiorentini; 1772 in Pisa[12]
- Le contadine bizzarre, farsetta per musica; 1763, Rom, Teatro Capranica; 1772 in Trento[13]
- Tito Manlio, dramma per musica; Libretto: Gaetano Roccaforte; 8. Januar 1763, Rom, Teatro Argentina; 1766 in Cádiz, 1772 in Prag[14]
- La francese brillante, commedia per musica; Libretto: Pasquale Mililotti; Sommer 1763, Neapel, Teatro dei Fiorentini; 1765 in Barcelona, 1766 in Messina, 1767 in Genua und Lucca, 1770 in Bologna[15]
- Lo sposo di tre e marito di nessuna, commedia per musica (zusammen mit Pasquale Anfossi); Libretto: Antonio Palomba; Herbst 1763, Neapel, Teatro Nuovo; 1767 erneut in Neapel, 1768 in Wien, 1781 in Neapel und L’Aquila[16]
- L’olimpiade, dramma per musica; Libretto: Pietro Metastasio; 4. November 1763, Neapel, Teatro San Carlo; 1766 in Venedig (dort nur der erste Akt von Guglielmi)[17]
- Li rivali placati, dramma giocoso; Libretto: Gaetano Martinelli; Herbst 1764, Venedig, Teatro San Moisè; 1765 in Mailand und Turin, 1767 in Pistoia, 1768 in Trento, Genua, Pesaro, Vercelli, Bologna und Lucca, 1769 in Dresden, 1774 in Bonn, um 1774 in Regensburg, 1777 in Kopenhagen[18]
- Siroe, re di Persia, dramma per musica; Libretto: Pietro Metastasio; 5. September 1764, Florenz, Teatro della Pergola; im selben Jahr auch in Mailand[19]
- Madama l’umorista, dramma giocoso per musica (zusammen mit Giovanni Paisiello); Libretto: Antonio Palomba; 26. Januar 1765, Modena, Teatro Rangoni; 1767 in Barcelona[20]
- Farnace, dramma per musica; Libretto: Antonio Maria Lucchini; 4. Februar 1765, Rom, Teatro Argentina; im selben Jahr auch in Palermo[21]
- Tamerlano, dramma per musica; Libretto: Agostino Piovene; Himmelfahrtsmesse 1765, Venedig, Teatro San Salvatore; 1767 in Prag[22]
- Il ratto della sposa, dramma giocoso per musica (andere Titel: La sposa rapita oder Il vecchio deluso); Libretto: Gaetano Martinelli; September 1765, Venedig, Teatro San Moisè; viele weitere Produktionen bis 1776[23]
- Adriano in Siria, dramma per musica; Libretto: Pietro Metastasio; 26. Dezember 1765, Venedig, Teatro San Benedetto[24]
- Lo spirito di contradizione, dramma giocoso per musica; Libretto: Gaetano Martinelli; Karneval 1766, Venedig, Teatro San Moisè; um 1770 an anderem Ort[25]
- Sesostri, dramma per musica (anderer Titel: Le feste d’Iside); Libretto: Pietro Pariati; 7. Mai 1766, Venedig, Teatro San Salvatore; 1768 in London[26]
- Demofoonte, dramma per musica; Libretto: Pietro Metastasio; 8. Oktober 1766, Treviso, Teatro Onigo[27]
- La sposa fedele, dramma giocoso per musica (andere Titel: La Rosinella, La fedeltà in amore, La sposa costante oder La costanza di Rosinella); Libretto: Pietro Chiari; Januar 1767, Venedig, Teatro San Moisè; viele weitere Produktionen bis 1779[28]
- Antigono, dramma per musica; Libretto: Pietro Metastasio; 31. Januar 1767, Mailand, Teatro Regio Ducale; 1777 in Cremona, 1778 in Pavia[29]
- Il re pastore, dramma per musica; Libretto: Pietro Metastasio; Mai 1767, Venedig, Teatro San Benedetto; 1768 in Bergamo, 1774 in München[30]
- Ifigenia in Aulide, opera; Libretto: Giovan Gualberto Bottarelli; 16. Januar 1768, London, King’s Theatre am Haymarket[31]
- I viaggiatori ridicoli tornati in Italia, comic opera; Libretto: Giovan Gualberto Bottarelli nach Carlo Goldoni; 24. Mai 1768, London, King’s Theatre am Haymarket; mehrere Wiederaufnahmen bis 1775[32]
- Alceste, dramma tragico; Libretto: Giuseppe Parini nach Ranieri de’ Calzabigi; 26. Dezember 1768, Mailand, Teatro Regio Ducale[33]
- L’impresa d’opera, dramma giocoso per musica (andere Titel: Il teatro in scena oder L’impresario dell’opera); Libretto: Bortolomio Cavalieri; Karneval 1769, Venedig, Teatro San Moisè (Grove Music Online zufolge bereits im Herbst 1765 in Mailand); viele weitere Produktionen bis 1778[34]
- Ruggiero, dramma per musica (anderer Titel: Bradamante e Ruggiero); Libretto: Caterino Mazzolà; 3. Mai 1769, Venedig, Teatro San Salvatore; 1770 in Verona, 1771 in Cádiz[35]
- Ezio, opera; Libretto: Pietro Metastasio; 13. Januar 1770, London, King’s Theatre am Haymarket; 1774 in Rom, 1775 in Pavia und Siena, 1777 in Macerata, 1779 in Pavia[36]
- Il disertore, comic opera; Libretto: Carlo Francesco Badini nach Michel-Jean Sedaine; 19. Mai 1770, London, King’s Theatre am Haymarket; 1771 in Venedig, 1772 in Lissabon, 1777 in Brescia[37]
- L’amante che spende, dramma giocoso per musica; Libretto: Nicolò Tassi; Herbst 1770, Venedig, Teatro San Moisè[38]
- Le pazzie di Orlando, comic opera; Libretto: Carlo Francesco Badini; 23. Februar 1771, London, King’s Theatre am Haymarket; 1773 in Bologna und Mailand, 1774 in Ferrara, 1775 in Prag, 1777 in Wien[39]
- Il carnovale di Venedig, o sia La virtuosa, comic opera; Libretto: Carlo Francesco Badini; 14. Januar 1772, London, King’s Theatre am Haymarket[40]
- L’assemblea, dramma giocoso; Libretto: Giovan Gualberto Bottarelli nach Carlo Goldonis La conversazione; 24. März 1772, London, King’s Theatre am Haymarket; 1773 in Mannheim[41]
- Demetrio, opera; Libretto: Giovan Gualberto Bottarelli nach Pietro Metastasio; 3. Juni 1772, London, King’s Theatre am Haymarket; 1775 in Venedig[42]
- Mirandolina, dramma giocoso per musica; Libretto: Giovanni Bertati; Karneval 1773, Venedig, Teatro San Moisè; 1774 in Dresden, 1775 in Brescia[43]
- La contadina superba, ovver Il giocatore burlato, intermezzo; 5. Februar 1774, Rom, Teatro Valle; 1775 in Würzburg und Dresden, 1776 in Lissabon[44]
- Tamas Kouli-Kan nell’Indie, dramma per musica; Libretto: Vittorio Amedeo Cigna-Santi; 16. September 1774, Florenz, Teatro della Pergola[45]
- Merope, dramma per musica; Libretto: Apostolo Zeno; 26. Dezember 1774, Turin, Teatro Regio[46]
- La donna di tutti i caratteri, commedia per musica (zusammen mit Domenico Cimarosa); Libretto: Antonio Palomba; Winter 1775, Neapel, Teatro Nuovo[47]
- Vologeso, dramma per musica; Libretto: Apostolo Zeno; 26. Dezember 1775, Mailand, Teatro Regio Ducale[48]
- Gl’intrighi di Don Facilone, intermezzo; Libretto: Giuseppe Petrosellini; Karneval 1776, Rom, Teatro Valle; 1777 in Dresden, 1782 in Prag, 1786 in Lissabon[49]
- Il matrimonio in contrasto, commedia per musica; Libretto: Giuseppe Palomba; Sommer 1776, Neapel, Teatro dei Fiorentini; 1777 in Messina, 1806 in Neapel[50]
- Semiramide riconosciuta, dramma per musica; Libretto: Pietro Metastasio; 13. August 1776, Neapel, Teatro San Carlo[51]
- Artaserse, dramma per musica; Libretto: Pietro Metastasio; 29. Januar 1777, Rom, Teatro Argentina; 1789 in Bologna[52]
- Ricimero, dramma per musica; Libretto: nach Francesco Silvanis La fede tradita e vendicata; 30. Mai 1777, Neapel, Teatro San Carlo[53]
- I fuorusciti, commedia per musica; Libretto: Giuseppe Palomba (?); Winter 1777, Neapel, Teatro dei Fiorentini; 1785 in Castelnuovo di Garfagnana, 1786 in Carrara[54]
- Il raggiratore di poca fortuna, commedia per musica; Libretto: Giuseppe Palomba; 1. August 1779, Neapel, Teatro dei Fiorentini; 1781 in Palermo, 1782 in Florenz, 1783 in Monza, 1784 und 1789 in Neapel[55]
- La villanella ingentilita, commedia per musica (andere Titel: I due fratelli sciocchi, I fratelli sciocchi, Li fratelli Pappamosca, I due fratelli Pappamosca oder La finta principessa); Libretto: Francesco Saverio Zini; 8. November 1779, Neapel, Teatro dei Fiorentini; 1782 in Mantua und Florenz, 1783 in Mailand und Neapel, 1786 in Lissabon, 1789 in Messina, 1790 in Livorno, 1799 in Lucca[56]
- Narcisso, intermezzo; Libretto: Giuseppe Palomba (?); 19. Dezember 1779, Neapel, Accademia di Dame e Cavalieri[57]
- La dama avventuriera, commedia per musica; Libretto: Giuseppe Palomba; 1780, Neapel, Teatro dei Fiorentini[58]
- La serva padrona, dramma giocoso; Libretto: vermutlich nach Gennaro Antonio Federico; Herbst 1780, Neapel, Teatro dei Fiorentini[59]
- Le nozze in commedia, commedia per musica (anderer Titel: Il medico burlato); Libretto: Giuseppe Palomba; Januar 1781, Neapel, Teatro dei Fiorentini; 1786 erneut in Neapel, 1789 in Rom, 1790 in Messina, Pisa und Florenz[60]
- I mietitori, commedia per musica; Libretto: Francesco Saverio Zini; 20. Oktober 1781, Neapel, Teatro dei Fiorentini[61]
- La semplice ad arte, commedia per musica; Libretto: Giuseppe Palomba; 12. Mai 1782, Neapel, Teatro dei Fiorentini[62]
- La donna amante di tutti, e fedele a nessuno, commedia per musica; Libretto: Giuseppe Palomba; 1783, Neapel, Teatro del Fondo[63]
- La quakera spiritosa, commedia per musica; Libretto: Giuseppe Palomba; 1783, Neapel, Teatro dei Fiorentini; 1785 in Mailand und Dresden, 1787 in Eszterháza, 1789 in Turin, 1790 in Wien[64]
- Le vicende d’amore, intermezzo in musica; Libretto: Giaimbattista Neri; Karneval 1784, Rom, Teatro Valle; im selben Jahr auch in Wien und Prag, 1785 in Dresden, 1789 in Eszterháza[65]
- I finti amori, commedia per musica (anderer Titel: L’impostore punito); Libretto: Giambattista Neri; Sommer 1784, Neapel, Teatro dei Fiorentini; 1785 in Mailand, 1786 in Turin, 1787 in Korfu, 1788 in Venedig, Madrid und Varese, 1789 in Bologna, 1790 in Dresden, 1791 in Albaro, Treviso und Genua, 1803 in Neapel[66]
- La virtuosa in Mergellina, commedia per musica (andere Titel: Adalinda, La virtuosa bizzarra oder Chi la dura la vince, ossia La finta cantatrice); Libretto: Francesco Saverio Zini; 1785, Neapel, Teatro Nuovo; 1786 in Palermo, 1788 in Civita di Penne, 1790 in Lissabon, 1791 in Cremona und Venedig, 1792 in Warschau, Barcelona, Genua, Senigallia, Ferrara und Varese, 1793 in Livorno, Mailand und Lissabon, 1794 in Bergamo, Mailand, Verona und Palermo, 1796 in Pisa und Modena, 1797 in Madrid und Novara[67]
- La finta zingara, farsa per musica (andere Titel: Le sventure fortunate oder Il Solachianello); Libretto: Giovanni Battista Lorenzi; 10. Januar 1785, Neapel, Teatro dei Fiorentini; 1791 in Neapel und Salerno, 1793 (?) in Neapel (?), 1796 in Chieti[68]
- Le sventure fortunate, farsa per musica; Libretto: Giovanni Battista Lorenzi; 10. Januar 1785, Neapel, Teatro dei Fiorentini[69]
- Enea e Lavinia, dramma per musica; Libretto: Vincenzo de Stefani und Gaetano Sertor; 4. November 1785, Neapel, Teatro San Carlo; 1787 in Palermo, 1788 in Venedig und Neapel, 1789 in Genua, Reggio Emilia, Codogno, Novara und Mailand, 1790 in Madrid, 1796 in Genua[70]
- Chi la dura la vince, o sia La finta cantatrice, dramma giocoso per musica (mit Musik anderer Komponisten); Libretto: Francesco Saverio Zini; 17. April 1786, Florenz, Teatro della Pergola[71]
- L’inganno amoroso, commedia per musica (auch als Le due gemelli, Gli equivoci nati da somiglianza, Le nozze disturbate, L’equivoco amoroso, ossia Le due gemelle, Le due finte gemelle, Le due equivoci per somiglianza oder Die Zwillingsbrüder); Libretto: Giuseppe Palomba; 12. Juni 1786, Neapel, Teatro Nuovo; 1787 in Rom und Wien, 1788 in Messina, Albaro, Monza und Venedig, 1789 in Aversa, Mailand und Chieti, 1790 in Jesi, Florenz, Paris, Lucca und Turin, 1791 in Bologna, Genua, Pisa und Mestre, 1792 in Triest, Parma, und Vicenza, 1794 in Padua, 1796 in Lodi, Volterra und Lissabon[72]
- Le astuzie villane, commedia per musica; Libretto: Giuseppe Palomba; Sommer 1786, Neapel, Teatro dei Fiorentini; 1794 in Madrid[73]
- Lo scoprimento inaspettato, dramma giocoso per musica (ursprünglich La coerede fortunata, aber wegen der Zensur umgearbeitet); Libretto: Vincenzo de Stefani; Karneval 1787, Neapel, Teatro Nuovo[74]
- Laconte, dramma per musica; Libretto: Giuseppe Pagliuca De’ Paleari; 30. Mai 1787, Neapel, Teatro San Carlo[75]
- La pastorella nobile, commedia per musica (andere Titel: L’erede di Belprato, Die Schöne auf dem Lande: Das adelige Landmädchen oder Die adelische Schäferin); Libretto: Francesco Saverio Zini; 15. oder 19. April 1788, Neapel, Teatro del Fondo; viele weitere Produktionen bis 1802[76]
- Arsace, dramma per musica; Libretto: nach Giovanni De Gamerras Il Medonte re d’Epiro; 26. Dezember 1788, Venedig, Teatro San Benedetto[77]
- Rinaldo, dramma per musica (anderer Titel: Armida); Libretto: Giuseppe Maria Foppa; 28. Januar 1789, Venedig, Teatro San Benedetto; 1791 in Genua[78]
- Ademira, dramma per musica; Libretto: Ferdinando Moretti; 30. Mai 1789, Neapel, Teatro San Carlo[79]
- Gl’inganni delusi, commedia per musica; Libretto: Giuseppe Palomba; 13. Juni 1789, Neapel, Teatro del Fondo[80]
- La bella pescatrice, commedia per musica (andere Titel: La villanella inciviltà oder La pescatrice); Libretto: Francesco Saverio Zini; Oktober 1789, Neapel, Teatro Nuovo; viele weitere Produktionen bis 1807[81]
- Alessandro nell’Indie, dramma per musica; Libretto: Pietro Metastasio; 4. November 1789, Neapel, Teatro San Carlo[82]
- La serva innamorata, commedia per musica; Libretto: Giuseppe Palomba; Juli (?) 1790, Neapel, Teatro dei Fiorentini; 1791 in Wien als La giardiniera innamorata, Turin und Varese, 1792 in Bolzano, Cremona und Macerata, 1794 in Neapel, Lissabon und Triest, 1796 in Livorno, 1797 in Chieti und Lucca, 1798 in Perugia[83]
- L’azzardo, commedia per musica; 9. Oktober 1790, Neapel, Teatro del Fondo[84]
- Le false apparenze, commedia per musica; Libretto: Giuseppe Palomba; 1791, Neapel, Teatro dei Fiorentini[85]
- La sposa contrastata, ossia La cantata scomposta, commedia per musica; Libretto: Francesco Saverio Zini; 1791, Neapel, Teatro del Fondo; 1792 in Cremona, Mailand und Florenz[86]
- Il poeta di campagna, commedia per musica (anderer Titel: Lo sciocco poeta di compagna); Libretto: Francesco Saverio Zini; 1792, Neapel, Teatro Nuovo; 1793 in Wien, Livorno, Mailand und Messina, 1794 in Palermo und Lissabon, 1796 in Foligno, 1799 in Ancona, 1812 in Cagliari[87]
- Amor tra le vendemmie, commedia per musica; Libretto: Giuseppe Palomba; Herbst 1792, Neapel, Teatro Nuovo; 1793 in Turin, 1796 in L’Aquila, London, Rom und Genua, 1799 in Palermo[88]
- La lanterna di Diogene, dramma [giocoso] per musica; Libretto: Angelo Anelli nach Giuseppe Palomba; Herbst 1793 [und Karneval 1794], Venedig, Teatro San Samuele; 1794 in Neapel und Mailand, 1795 in Korfu, 1796 in Dresden[89]
- Gli amanti della dote, farsa; Libretto: Francesco Saverio Zini; Karneval 1794, Lissabon, Teatro de São Carlos; 1795 als Lo sciocco presuntuoso in Madrid[90]
- Admeto, dramma per musica; Libretto: Giuseppe Palomba; 5. Oktober 1794, Neapel, Teatro del Fondo[91]
- La pupilla scaltra, dramma giocoso per musica; 8. Januar 1795, Venedig, Teatro San Benedetto[92]
- Il trionfo di Camilla, dramma per musica; Libretto: nach Silvio Stampiglia; 30. Mai 1795, Neapel, Teatro San Carlo; 1806 in Florenz[93]
- La morte di Cleopatra, tragedia per musica (anderer Titel: La Cleopatra); Libretto: Antonio Simone Sografi; 22. Juni 1796, Neapel, Teatro San Carlo; 1796 in Neapel, 1797 in Palermo, 1798 in Neapel, 1800 in Rom und Florenz, 1801 in Genua und Macerata, 1803 in Messina, 1807 in Palermo[94]
- L’amore in villa, componimento per musica; Libretto: Giuseppe Petrosellini; 1797, Rom, Casa di Sforza Cesarini[95]
- Ippolito, dramma serio per musica; 4. November 1798, Neapel, Teatro San Carlo[96]
- Siface e Sofonisba, dramma per musica; Libretto: Andrea Leone Tottola; 30. Mai 1802, Neapel, Teatro San Carlo[97]
- Arsinoe e Breno, dramma serio per musica (Bearbeitung des Oratoriums Debora e Sisara); Libretto: Carlo Sernicola[98]
- L’ortolana contessa[99]

### Opern, deren Manuskripte Guglielmi zugeschrieben wurden
- Le cantatrici villane
- La conte
- La donna bizzarre
- La donna re la fa
- I due baroni; aufgeführt in Genua 1799 und 1804
- Il giavatore
- Mario in Numidia
- Morte di Cesare (?)
- Pirro; aufgeführt in Genua 1790 und 1794
- La scelta dello sposo, farsa
- La serva astuta ed amorosa
- Sposo in Periglio

### Musik in Opern anderer Komponisten
- Tommaso Traetta: Armida; 1763, Neapel, Teatro San Carlo
- Tigrane; 1767, London, King’s Theatre am Haymarket
- Siface; 1767, London, King’s Theatre am Haymarket
- Amintas; 1769, London, Covent Garden
- Arien in Glucks Orfeo ed Euridice; 1770, London, King’s Theatre am Haymarket
- L’olimpiade; 1770, London, King’s Theatre am Haymarket
- Arien in Giovanni Paisiellos La disfatta di Dario; 1777, Neapel, Teatro San Carlo
- Il sacrificio di Jefte (wahrscheinlich Pasticcio); 1790, Neapel, Teatro del Fondo
- Chöre in L. Ruspolis L’Ajace; 1801, Rom, Palazzo Ruspoli

### Zweifelhafte und falsche Zuschreibungen
- Scipione nella Spagna; 1746, Venedig; von Baldassare Galuppi
- Der Lohn weiblicher Sittsamkeit; 1755, Hannover
- La donna scaltra, intermezzo; Karneval 1765, Rom, Teatro della Palla Corda[100]
- La pace tra gli amici; 1766, Brescia
- Il matrimonio; 1770, Novara
- La virtuosa; 1770, London
- Il giuoco di picchetto; 1772, Koblenz = Niccolò Jommelli: La conversazione
- La frascatana; 1773, Bologna
- La locanda, dramma giocoso per musica; Libretto: Giovanni Bertati; Herbst 1776, Casale, Teatro Sacchi[101]
- La virtuosa alla moda; 1780, Neapel; Von Luigi Caruso (?)
- La vendammio, burletta; 1790, Neapel
- Didone; 1785, Venedig
- La clemenza di Tito; 1785, Turin
- L’impostore punito; 1785, Milan
- Li cinque pretendenti; 1790, Genua (?)
- Die Freundschaft auf der Probe = André-Ernest-Modeste Grétry: L’amitié à l’épreuve
- La schiava riconosciuta; 1797, Fano = Il raggiratore di poca fortuna (?)
- La donna fanatica; 1798, Madrid = Pietro Carlo Guglielmi: La sposa bisbetica (?)
- La sposa di stravagante temperamento; 1798, Venedig = Pietro Carlo Guglielmi: La sposa bisbetica
- Amore in caricatura
- Gli amanti teatrali
- Il regno delle amazoni
- La muta per amore (? G. Foppa), Faenza, 1804; von Pietro Carlo Guglielmi (?)
- La statua matematica (? Bertati), Ravenna, 1799; von Pietro Carlo Guglielmi (?)
- Il matrimonio villano
- La guerra aperta; von F. Ruggi (?)

## Oratorien, Kantaten und Gelegenheitswerke
- La madre de’ Maccabei, componimento sacro; Libretto: G. Barberi; um 1759–1766 (vielleicht am 1. November 1764); Rom, Congregazione dell’Oratorio
- Componimento drammatico per le faustissime nozze de S.E. il cavaliere Luigi Mocenigo colla N. D. Francesca Grimani; Libretto: A. M. Borga; April 1766, Venedig, Palazzo Mocenigo
- Telemaco, componimento dramatico zum Besuch des Erzherzogs Maximilian von Österreich; Libretto: Giuseppe Petrosellini; 5. Juli 1775, Rom, Palazzo Bracciano[102]
- Cantata per il genetliaco della sovrana e l’inaugurazione delle adunanze di una nuova Società Filarmonica; Libretto: G. Jacopetti; 29. Juni 1776, Massa, Ducale
- Cantata a tre voci, Kantate für drei Stimmen (Flavi, Giove, Mercurio); 13. August 1776, Neapel, Teatro San Carlo[103]
- Diana amante, componimento drammatico; Libretto: Luigi Serio nach Pietro Metastasio; 28. September 1781, Neapel, Accademia di Dame e Cavalieri[104]
- La felicità dell’Anfriso, componimento drammatico zur Feier der Genesung von Königin Caroline; Libretto: Giuseppe Pagliuca; 2. Oktober 1783, Neapel, Teatro San Carlo[105]
- Pallade, Kantate zum Namenstag von Ferdinando IV.; Libretto: Carlo Giuseppe Lanfranchi Rossi; 30. Mai 1786, Neapel, Teatro San Carlo[106]
- Debora e Sisara, azione sacra; Libretto: Carlo Sernicola; 13. Februar 1788, Neapel, Teatro San Carlo; viele weitere Produktionen bis 1818[107]
- La passione de Gesù Cristo, Oratorium (anderer Titel: L’agonia di N.S. Gesù Cristo); Libretto: Pietro Metastasio (?); Passionszeit 1790, Madrid, Caños del Peral
- Aminta, favola boschereccia zu Hochzeitsfeierlichkeiten von österreichischen Prinzessinnen; Libretto: Clemente Filomarino Della Torre; 16. August 1790, Neapel, Accademia di Dame e Cavalieri[108]
- Il serraglio, Kantate; Libretto: A. L. Palli (?); 1790 (?)
- La morte di Oloferne, componimento per musica (anderer Titel: Il trionfo di Giuditta); Libretto: Pietro Metastasio; 22. April 1791, Rom, Palazzo Colonna; im selben Jahr auch in Neapel; 1795 in Florenz, 1796 in Bologna und Livorno, 1800 und 1801 in Ferrara, 1803 in Pisa und Parma, 1807 in Reggio Emilia, 1809 in Florenz, 1811 in Ferrara, 1814 in Florenz, 1817 in Palermo[109]
- Gionata Maccabeo, tragedia; Libretto: Onorato Balsamo; 28. Februar 1798, Neapel, Teatro San Carlo[110]
- Il solenne trattenimento de’ fratelli dell’Oratorio di S Filippo Neri sul monte di S Onofrio (?); Libretto: G. B. Rasi; 1. Juni 1800, Rom, S Onofrio
- Il paradiso perduto, cioè Adamo ed Eva per il loro noto peccato discacciati dal paradiso terrestre, azione sacra; Libretto: Rasi; 1. November 1802, Rom, Oratorio di S Maria in Vallicella
- Cantata sagra zur jährlichen Wiedereröffnung der Accademia di Religione Cattolica (anderer Titel: S Dionigi Areopagita); Libretto: A. Grandi; 2. Dezember 1802, Rom, Archiginnasio della Sapienza
- L’Asmida (?), Kantate
- L’amore occulto, Kantate
- La morte di Abele (?), Oratorium (?); Libretto: Pietro Metastasio (?)
- Le lagrime di S Pietro (?), Oratorium (?)

## Geistliche Werke

### Messen und Messsätze
- Messa Pia solenne für vier Stimmen und Orgel; 1794
- Messe für vier Stimmen und Orgel, 1800
- Messe für vier Stimmen und Orgel, 1803
- Requiem für vier Stimmen und Orchester
- Kyrie und Gloria für fünf Stimmen und Instrumente
- Kyrie und Gloria für vier Stimmen und Instrumente
- Kyrie und Gloria für vier Stimmen und Orchester
- Kyrie und Gloria für vier Stimmen und Orgel
- zwei Kyrie und Gloria für acht Stimmen und Instrumente
- Kyrie und Gloria für vier Stimmen, Instrumente und Orgel
- Kyrie und Gloria („Massa Pastorale“) für vier Stimmen und Orgel; 1804
- Kyrie für zwei Chöre und Orgel
- Credo für drei Stimmen
- Credo für vier Stimmen und Instrumente
- Credo für vier Stimmen
- fünf Credos für vier Stimmen und Instrumente
- Credo für vier Stimmen und Basso continuo
- Credo für fünf Stimmen und Instrumente
- Credo für acht Stimmen und Instrumente

### Psalmen
- zehn Beatus vir
- elf Confitebor
- drei Credidi
- drei Dixit Dominus
- In convertendo
- In te Domine
- vier Laetatus sum
- zwei Lauda Jerusalem
- fünf Laudate pueri
- vier Miserere

### Hymnen und Sequenzen
- Ave maris stella; 1799
- Deus tuorum
- Exultet coelum
- Fortem virili
- Ia bone pastor; 1799
- Jesu corona; 1800
- Jesu nostra redemptio; 1799
- Iste confessor
- Lauda Sion
- Lucis creator
- Te lucis
- O speme d’Israello

### Sonstige geistliche Werke
- drei Miserere für drei bis fünf Stimmen und Orgel
- weitere Miserere
- zwei Offertorien für Stimmen und Orgel
- in Rom, Biblioteca Apostolica Vaticana:
  - Christe redemptor; 1795
  - Incipit lamentatio; 1799
  - Incipit oratio, Magnificat; 1802
  - Magnificat
  - drei Tantum ergo; 1796, 1798 und 1804
  - Te Deum
  - 29 Graduale
  - 32 Offertorien
  - 102 Antiphonen
- Te Deum für vier Stimmen und Instrumente
- Magnificat für vier Stimmen und Orchester
- Magnificat für acht Stimmen, Streicher und Orgel
- Musica per l’agonia di N.S. für drei unbegleitete Stimmen
- Responsory, Exaltare Domine und Alleluia (in Puebla, Catedral Metropolitana, Archivo del Cabildo)
- Cavatina, Te ergo quae sumus und Para el Te Deum de Jerusalem (in Mexico City, Catedral Metropolitana, Archivo Musical)
- viele weitere Werke

## Instrumentalwerke
- sechs Quartette für Cembalo, zwei Violinen und Violoncello, op. 1; London 1768 (?), herausgegeben von P. Bernardi (Bologna 1985)
- A Conversation Quartetto für Oboe/Flöte, Violine, Viola und Violoncello; London (ohne Datum)
- sechs Divertimenti für Cembalo und Violine, op. 2; London 1770 (?)
- sechs Sonaten für Cembalo/Pianoforte, op. 3; London 1772
- The Favorite Scotch Divertisement, bearbeitet für Pianoforte; London um 1795 (?)
- viele Sinfonien
- sechs Quartette für zwei Cembali
- drei Divertimenti für Cembalo und Violine
- Trio D-Dur für zwei Violinen und Bass
- fünf Klaviersonaten
- Toccata für Cembalo
- zwei Toccaten
- zwei Konzerte für Cembalo und Violine
- zwei Capricci für Cembalo
- Sonata per gravicembalo